# Cicindela suturalis
Cicindela suturalis este o specie de insecte coleoptere descrisă de Fabricius în anul 1798. Cicindela suturalis face parte din genul Cicindela, familia Carabidae. Această specie nu are alte subspecii cunoscute.